# 哈瑟爾巴赫河 (采爾維瑟米爾巴赫河支流)
47°47′15″N 11°25′55″E / 47.78739°N 11.43206°E

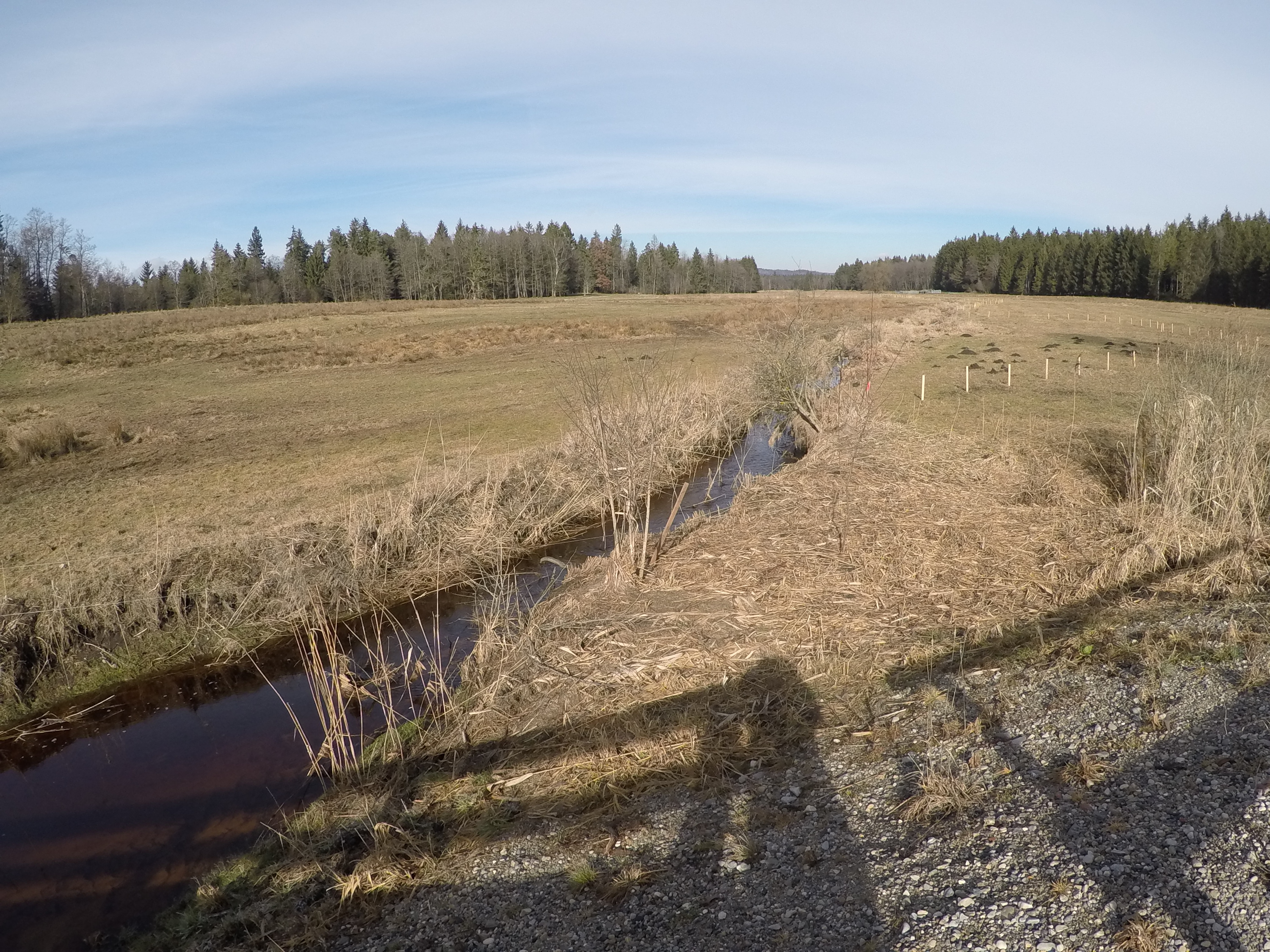

哈瑟爾巴赫河（德語：Haselbach），是德國的河流，位於該國東南部，由巴伐利亞負責管轄，屬於采爾維瑟米爾巴赫河的支流，由奧巴赫河和霍爾姆巴赫河匯流而成，河道全長1.6公里。